# Aczél Endre (újságíró, 1865–1935)
Aczél Endre, szül. Alter Ármin, névváltozat: Atzél, írói álnevein: Alterego, Mucsai, Sanyaró Vendel, Szekant, ae (Ungvár, 1865. március 13. – Budapest, 1935. június 11.) újságíró, lapszerkesztő, regényíró.

## Élete
Alter Sámuel és Tüchler Róza fiaként született izraelita családban. Eleinte jogásznak készült, Budapesten és Bécsben jogi tanulmányokat folytatott. Ezután a Borsszem Jankó című élclap munkatársa, később szerkesztője volt. Ő teremtette meg, és éveken keresztül írta a Mucsa című rovatot, ami a vidéki élet elmaradottságait figurázta ki jóindulatúan. 1892-től cikk- és tárcaíróként dolgozott a Magyar Újságnál, ahol Alterego álnév alatt közölt elmésen szatirikus karcolataival magára terelte a figyelmet. 1893-tól szerkesztette a Honvéd című napilapot, 1894-től pedig a Fővárosi Lapok főmunkatársa volt. Írásai megjelentek az Egyenlőség hasábjain is.
1896-tól felelős szerkesztője volt a Rendőri Lapoknak, 1901-ben a Pesti Újság, később pedig az Új Hírek című bulvárlap szerkesztő-tulajdonosaként működött 1918-ig. 1901–02-ben a Közélelmezés című lap szerkesztőjeként is dolgozott. Szerkesztette – Szabó Endrével közösen – az Üstökös című lapot, majd Lenkei Henrikkel együtt az Életet. Két humoros regénye is megjelent, melyekkel nagy sikert aratott.
Felesége Widder Hedvig (1873–1946) volt, Widder Péter orvos és Widder Katalin lánya, akivel 1895. április 18-án Budapesten, a Terézvárosban kötött házasságot. Gyermekei Aczél Magda (1897–1965), István és György.
A Kozma utcai izraelita temetőben nyugszik.

## Művei
- Potifárné[m 1]